# 上助任町
上助任町（かみすけとうちょう）は、徳島県徳島市の町名。2009年12月現在の人口は1,184人、世帯数は537世帯。郵便番号は〒770-0801。

## 地理
渭北地区に属する。吉野川下流河口部南岸の沖績平野、新町川沿いに位置し北は吉野川に面している。概ね市街地周縁の住宅地として利用される。東から西へ、小字が天神・大坪・蛭子・三本松と並ぶ。蛭子の西側を新町川が北流し、吉野川へ注いでいる。

### 河川
- 吉野川
- 新町川

### 小字
- 天神
- 大坪
- 蛭子
- 三本松

## 歴史
はじめ加茂村、昭和8年からは加茂町の大字となる。明治40年に吉野川改修工事が行われ、その間に当地の南原・南原境・中筋・中野・吉野・夷野・大黒・天王須・鳥ノ森・神楽野・芋の宮・鬼ヶ崎・前須・前須久保・吉備津・鳥ノ森東・堤外・北塚・新川・蛭子ノ本・八坂の21小字は改修によって河川敷となった。昭和9年に堤内・一ツ松・北ノ西・西外の4小字は川内村に編入され、同村の大字助任となる。昭和12年に現在の町名となった。昭和43年に一部が北田宮に編入される。

### 地名の由来
地名の由来は吉野川・新町川・助任川などの河川に囲まれた砂州であることから、砂架頭の転訛と考えられる。

## 交通

### 道路
- 徳島県道15号徳島吉野線
- 徳島県道39号徳島鳴門線

### 橋梁
- 蛭子橋

## 施設
- 新町樋門緑地
- 蛭子公園（上助任町コミュニティ会館・新町川浄化ポンプ場）